# Roscommon GAA
Il Roscommon County Board, più conosciuto come Roscommon GAA, è uno dei 32 county board irlandesi responsabile della promozione degli sport gaelici nella contea di Roscommon e dell'organizzazione dei match della propria rappresentativa (Roscommon GAA è usato anche per indicare le franchigie degli sport gaelici della contea) con altre contee.

## Calcio gaelico
Nel calcio gaelico la squadra ha goduto di un ottimo successo negli anni Quaranta, durante i quali è passata rapidamente dalle vittorie giovanili a quelle a livello nazionale nell'All-Ireland Senior Football Championship. I trionfi avvennero nel 1943 contro Cavan dopo un replay e l'anno dopo contro Kerry. In seguito, pur arrivando nelle fasi finali, la squadra non riuscì più a vincere alcun titolo nazionale. Nel suo torneo provinciale, il Connacht Senior Football Championship, è la terza squadra più titolata, con venti successi, dopo Galway e Mayo.

### Titoli
- All-Ireland Senior Football Championship: 2
  - 1943, 1944
- All-Ireland Junior Football Championship: 2
  - 1940, 2000
- All-Ireland Under-21 Football Championship: 2
  - 1966, 1978
- All-Ireland Minor Football Championship: 4
  - 1939, 1941, 1951, 2006
- National Football League: 1
  - 1979
- Connacht Senior Football Championship: 21
  - 1905, 1912, 1914, 1943, 1944, 1946, 1947, 1952, 1953, 1961, 1962, 1972, 1977, 1978, 1979, 1980, 1990, 1991, 2001, 2010, 2017
- Connacht Under-21 Football Championship: 6
  - 1966, 1969, 1978, 1982, 1999, 2010
- Connacht Minor Football Championship: 11
  - 1939, 1941, 1949, 1951, 1965, 1967, 1975, 1981, 1984, 1989, 1992, 2006
- Connacht Junior Football Championship: 11
  - 1929, 1932, 1939, 1940, 1959, 1964, 1999, 2000, 2006, 2008, 2009

## Hurling
L'ultima volta che Roscommon giunse in una semifinale dell'All-Ireland Senior Hurling Championship fu nel 1910 quando fu battuta per 10 punti dalla più quotata Tipperary. Nel 2007, l'11 agosto, la squadra ha vinto la Nicky Rackard Cup venendo promossa nella Christy Ring Cup.

### Titoli
- All-Ireland Senior B Hurling Championship: 1
  - 1994
- All-Ireland Junior Hurling Championships: 3
  - 1965, 1974, 2001
- All Ireland U21 B Chanmpionship:
  - 2007
- Nicky Rackard Cups: 1
  - 2007
- Connacht Senior Hurling Championships:1
  - 1913
- Connacht Minor Hurling Championships:8
  - 1959, 1960, 1962, 1963, 1966, 1967, 1968, 1969
- Connacht U21 B Championships
  - 2007, 2008, 2009
- Connacht Intermediate Hurling Championships:3
  - 1966, 1967, 1968
- Connacht Junior Hurling Championships:13
  - 1952, 1958, 1959, 1960, 1961, 1962, 1963, 1964, 1965, 1966, 1970, 1971, 1974
- National Hurling League Division Three:
  - 2007